# ミルトン・メンデス
ミウトン・メンデス（Milton Mendes、1965年4月25日 - ）は、ブラジル・クリシューマ出身の元サッカー選手、現サッカー指導者。現在はペルーのカルロス・A. マンヌッチの監督を務める。現役時代のポジションはDF、MF。「ミウトン・メンジス」と表記されることもある。

## 選手歴
ブラジルの名門ヴァスコ・ダ・ガマでプロデビューを飾る。1987年からポルトガルに渡り、2000年に現役引退するまで同国でプレーした。現役時のポジションは右サイドバックであった。

## 指導者歴

### ポルトガル
指導者に転身し、欧州サッカー連盟 (UEFA) コーチングライセンスを取得した。またセバスティアン・ラザロニの下で4シーズン連続でコーチを務めた（CSマリティモとカタールSCのコーチをしていた）。

### カタール
2013-14シーズンにカタールリーグ2部のアル・シャハニアSCの監督に就任した。だがチームと合わず、わずか数試合で解任された。

### ブラジル
2014年にlabel=フェロヴィアーリアの監督に就任すると、サンパウロ州選手権2部で実績を残した。2015年4月には名門のアトレチコ・パラナエンセの監督に就任。近年優勝争いに縁がなかったクラブを一時は首位に浮上させながらも、4連敗を喫した9月に解任された。16勝13敗5分の11位だった。

### 柏レイソル
2015年10月30日、日本の柏レイソルの監督に2016シーズンから就任することを発表した。以前からJリーグでの指揮を熱望していたという。
2016年3月12日に行われた2016明治安田生命J1リーグ・ファーストステージ第3節のジュビロ磐田戦（2－2の引き分け）後、公式戦3試合のみの指揮で解任が決定した。成績は1分け2敗だった。試合前日の11日に強化部と会談の場を設け、家族の健康上現在の職務を続けられないとして辞任を申し出し、フロントも慰留しなかった為、解任が決定した。

### サンタクルス
2016年3月28日、ブラジル1部のサンタクルスの監督に就任することが発表された。序盤こそ首位に立つなど好調だったが、シーズン折り返しの時点で19位と低迷。2016年8月10日に成績不振による辞任を発表した。

### ヴァスコ・ダ・ガマ
2017年3月、ヴァスコ・ダ・ガマの監督に就任したが、8月22日に解任された。

### マリティモ
2020-21シーズンよりCSマリティモのU-23チームを率いていたが、2020年12月5日にトップチームへ昇格。就任直後には3連勝を記録したが1月中旬から8試合勝ち星に恵まれず、2021年3月8日にクラブの慰留を断り辞任した。

## タイトル
フェロヴィアーリア
- カンピオナート・パウリスタ・セリエA2 (pt) : 2015

サンタクルス
- コパ・ジ・ノルデスチ (pt) : 2016
- カンピオナート・ペルナンブカーノ : 2016

ヴァスコ・ダ・ガマ
- タッサ・リオ (pt) : 2017